# Eupithecia macrocarpata
Eupithecia macrocarpata là một loài bướm đêm trong họ Geometridae.